# Schleusenkammer

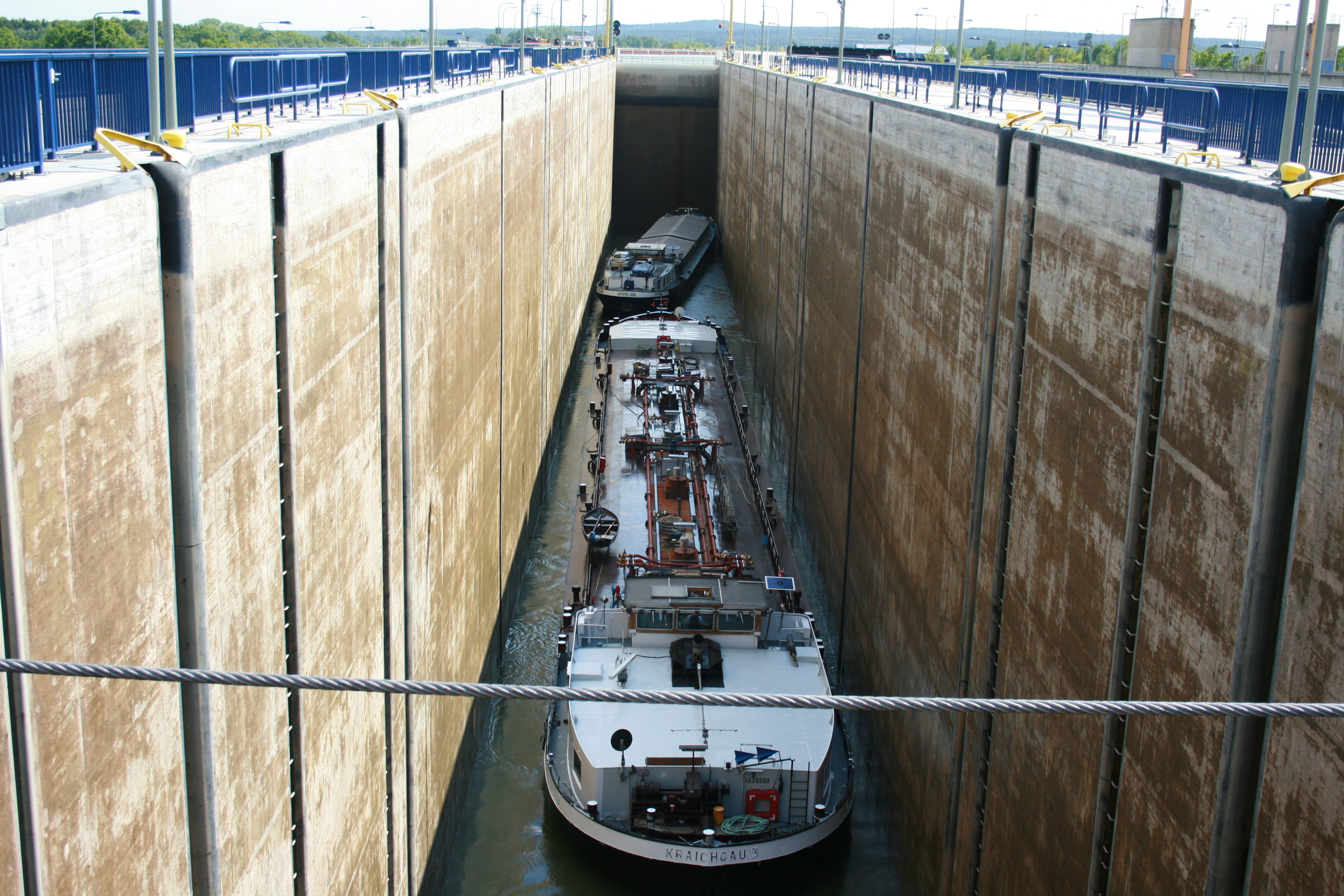
Schleusenkammer der Schleuse Uelzen mit Steigleitern

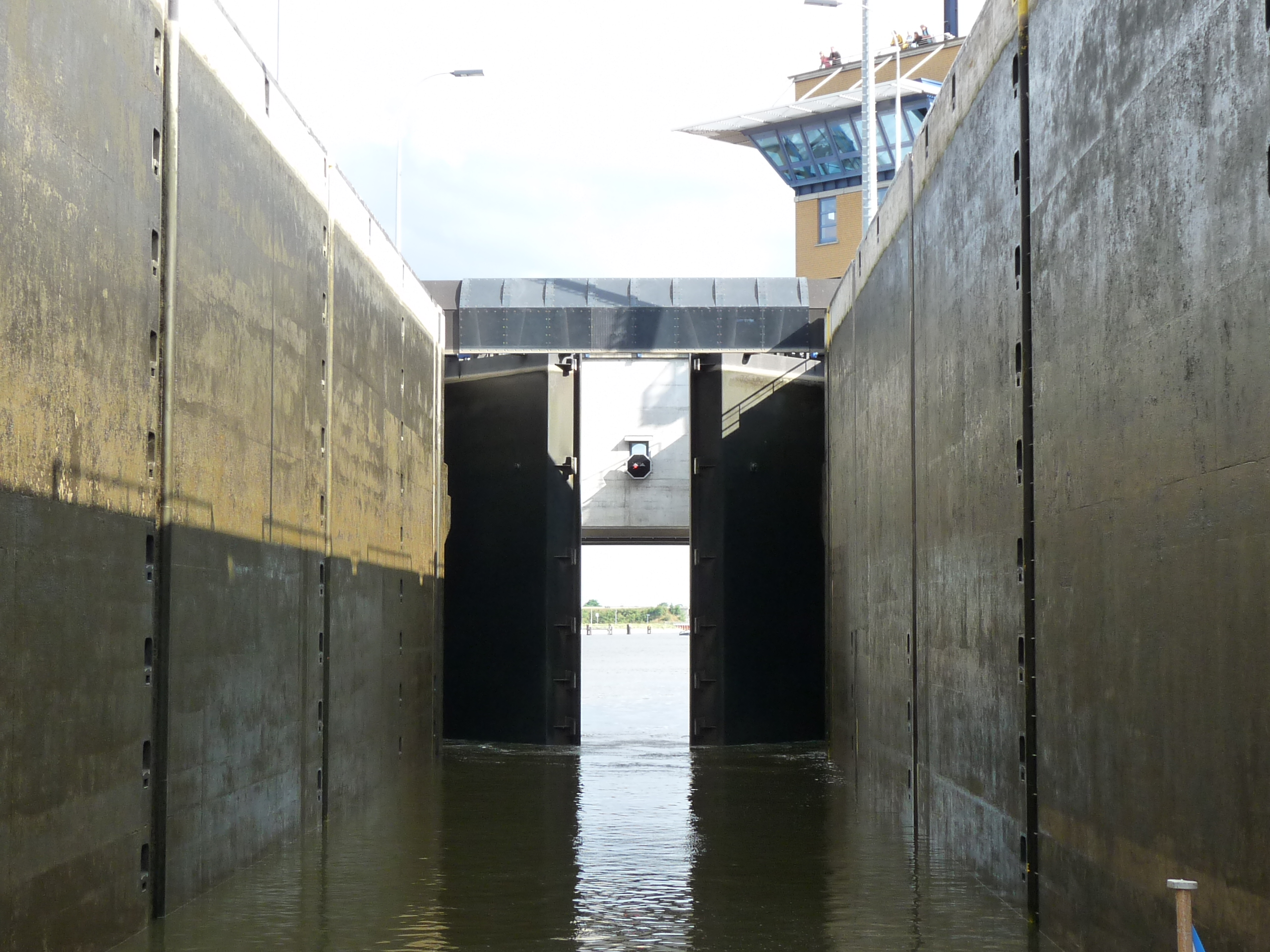
Senkrechte Reihen von Nischenpollern in der Schleuse Rothensee

Eine Schleusenkammer ist das zentrale Bauelement einer Schifffahrtsschleuse, mit der Schiffe eine Fallstufe überwinden können, bzw. im Fall einer Seehafen- oder Seekanalschleuse von einem tideabhängigen Gewässer in einen Hafen- oder Kanalbereich mit gleichbleibendem Wasserstand gelangen. In der beidseits durch Schleusentore abgeschlossenen Kammer werden die Schiffe durch das Ein- bzw. Ablassen von Wasser gehoben oder gesenkt. Solange an der Fallstufe keine zweite Schleuse als Ersatz oder Ergänzung gebaut wird, bestimmen die Abmessungen der Schleusenkammer für längere Zeit die maximale Baugröße der Schiffe für eine Fahrt über die angrenzenden Fluss- oder Kanalabschnitte.

## Elemente
Die Schleusenkammer wird begrenzt durch die seitlichen Kammerwände und die an den Kopfenden befindlichen Schleusenhäupter, die als Ober- und Unterhaupt bezeichnet werden. Sie sind die Dreh- und Angelpunkte der Schleusentore und dienen gleichzeitig der Unterbringung der Tore im geöffneten Zustand. Als massive Bauteile müssen sie die Wasserdruckkräfte auf das Tor sicher aufnehmen und ableiten. Das dichte Schließen der Tore ist Voraussetzung für die Schleusung. Die Wassertiefe am Oberhaupt bestimmt die Drempeltiefe, die den maximalen Tiefgang der zu schleusenden Schiffe bestimmt.
Am Schleusenhaupt befinden sich ggf. die Umlaufkanäle zwischen Vorhafen und Schleusenkammer, die zum Füllen und Entleeren der Kammer erforderlich sind. Für das gleichmäßige Steigen und Sinken in der Schleusenkammer wird häufig unter der Kammersohle ein Grundlaufkanal mit großem Querschnitt angeordnet. Speziell ausgebildete Verbindungen zwischen Grundlauf und Kammer sorgen für eine gleichmäßige Druckverteilung und das ruhige Aufschwimmen der Schiffe.

## Ausrüstung

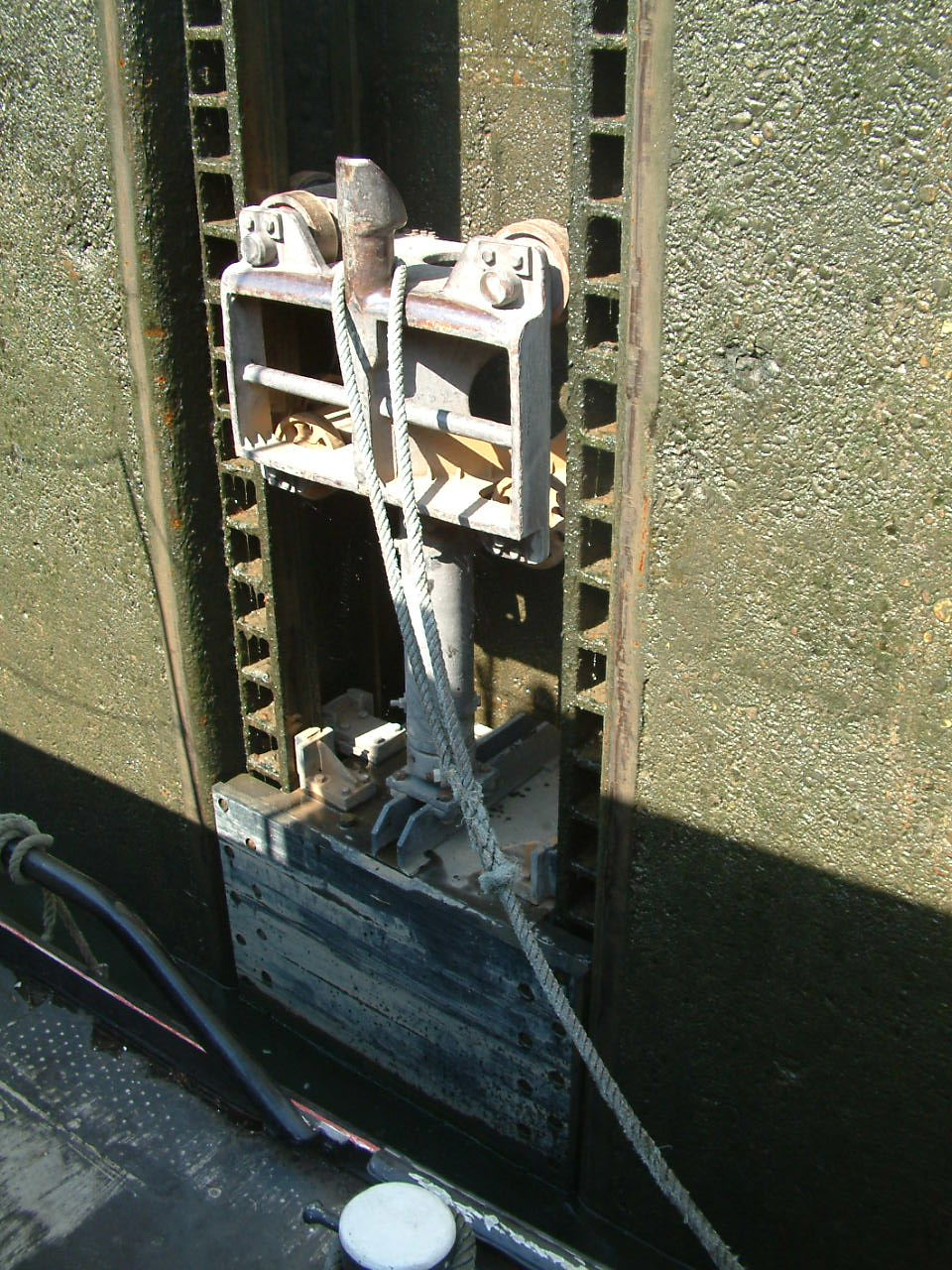
Schwimmpoller

Wichtigstes Ausrüstungselement einer Schleusenkammer sind die Vorrichtungen zum Festmachen der Schiffe. In regelmäßigen Längsabständen und gestaffelt übereinander sind beiderseits Poller und Haltekreuze erforderlich, damit Schiffe während der Schleusung in der Kammer gesichert werden können. Sie dienen den Schiffen zum Anhalten und müssen daher große Kräfte aufnehmen, damit jederzeit die Schiffsbewegungen sicher aufgenommen werden können. Für eine glatte Schleusenwand sind die Poller versenkt in Nischen angebracht. Schwimmpoller, die sich während des Schleusungsvorgangs mitbewegen, erleichtern der Schiffsbesatzung den Schleusungsvorgang, da kein Umlegen der Haltetrossen auf den nächsthöheren bzw. niedrigeren Poller erforderlich ist. Diese sind aber nicht zum Abstoppen der Schiffe verwendbar, da sich dabei die frei schwimmende Beweglichkeit verloren gehen kann. Für die Verbindung zwischen dem in der Schleuse liegenden Fahrzeug und der Schleusenplattform müssen in regelmäßigen Abständen Steigeleitern (ca. 30 Meter) in der Wand vorhanden sein. Kräftige Stahlseile an langen Auslegern werden während der Einfahrt der Schiffe in die Schleuse vor den Schleusentoren abgesenkt. Diese Auffangvorrichtungen sollen die Tore vor einer Beschädigung durch Schiffsstoß schützen.

## Füllen und Entleeren
Der zentrale Vorgang beim Schleusen ist das Füllen und Leeren der Schleusenkammer. Beide Vorgänge sollten möglichst schnell erfolgen, damit die Fahrzeitverzögerung möglichst kurz ist. Trotzdem dürfen während der Schleusung keine unzulässigen Kräfte auf die in der Kammer befindlichen Schiffe einwirken. Daher ist schon in der Planungsphase dem Füll- und Entleerungsvorgang besondere Aufmerksamkeit zu widmen, damit die Schiffe während der Schleusung möglichst gleichmäßig und ruhig aufsteigen bzw. absinken können. Sehr vorteilhaft ist dazu ein Grundlauf, auch Druckkammer genannt, unter der Kammersohle mit großer Querschnittsfläche, wodurch die Sohlplatte mehrere Meter stark sein kann. Der Grundlauf hat Verbindung zu den Vorhäfen durch einen Absturz am Drempel oder durch beidseitige Umlaufkanäle an den Schleusenhäuptern.
Ohne Grundlauf sind kürzere Torumlaufkanäle in Gebrauch, die aber nur sehr dosiert geöffnet werden dürfen, um die Schiffsbewegungen innerhalb und außerhalb der Kammer zu begrenzen. Auch mit Absperrschiebern versehene Durchgänge in den Toren werden für den Füll- und Entleerungsvorgang genutzt. Beispielsweise werden die über 70 Meter breiten Rolltore der neuen Großschleuse in IJmuiden mit Tordurchläufen ausgerüstet, da dies Kosten spart. Im einfachsten Fall kann der Vorgang durch behutsames Öffnen eines Schleusentors vorgenommen werden.
Das Wasser zum Befüllen der Schleusenkammer (= Heben des Schiffs) wird entweder aus der oberen Haltung oder den Sparbecken entnommen. Zur Entleerung (= Absenken des Schiffs) werden entweder die Sparbecken gefüllt oder das Restwasser ins Unterwasser abgegeben. Die Sparbecken einer Sparschleuse dienen der Minderung des Schleusenverlusts, der als Rest nach Füllung der Sparbecken in der Schleusenkammer verbleibt. Die Sparbecken können abgesetzt – meist terrassenförmig – neben der Schleusenkammer errichtet oder im Schleusenbaukörper integriert sein. Besonders bei großen Hubhöhen sind integrierte Becken von Vorteil, da dadurch ein stabiler Baukörper entsteht. Beispiel dafür ist die neue Schleuse Lüneburg.
Vom Kanal unter der Kammersohle zweigen alle Füll- und Entleerungsleitungen ab, die aus Redundanzgründen alle doppelt ausgeführt sind. Jede einzelne Leitung kann über ein Schütz von einer zentralen Leit- und Steuerwarte aus geöffnet und geschlossen werden.

## Sonderformen

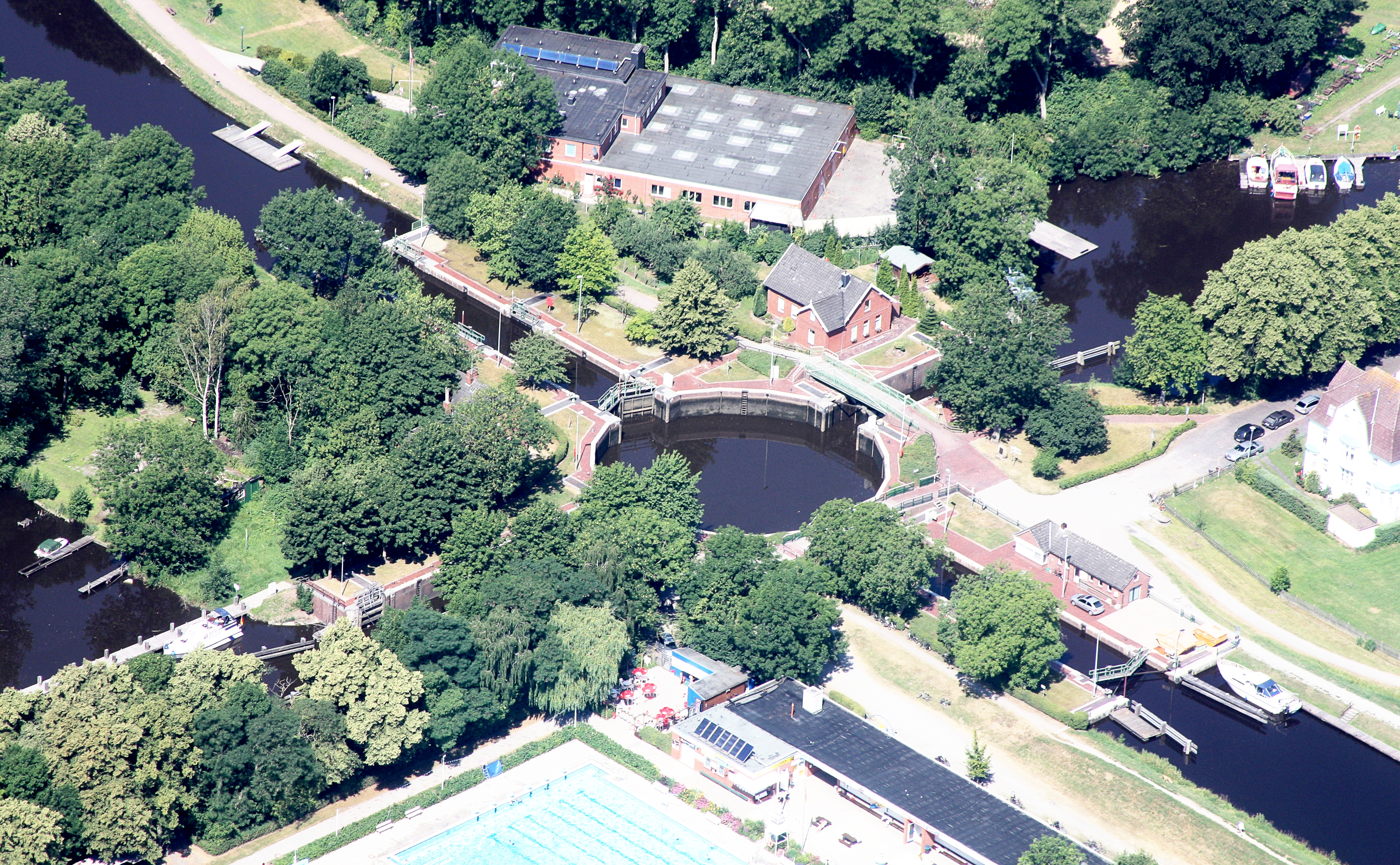
Die Kesselschleuse Emden

Im Regelfall hat die Schleusenkammer eine rechteckige Form. Je nach Länge haben darin mehrere Schiffe hintereinander Platz oder es passt ein gesamter Schubverband hinein. Ist die Kammer breiter als die Tordurchfahrt können Schiffe auch nebeneinander oder leicht diagonal aneinander liegen und dadurch den Durchsatz erhöhen. Die in früheren Zeiten gebauten Schleppzugschleusen konnten dadurch einen kompletten Schleppzug aufnehmen. Historische Schleusen weisen bisweilen halbrunde Seitenwände auf, damit die horizontalen Druckkräfte besser abgeleitet werden können.
Im ausgehenden 19. Jahrhundert wurden auch Schleusenkammern mit geneigten Wänden gebaut wie beispielsweise die Schleuse Rathenow, bei der die Schrägen in Mauerwerk ausgeführt sind. Am Unterlauf der Ems erhielten die ersten Schleusen geböschte Seiten wie z. B. die Schleuse Bollingerfähr. Jedoch erhöht eine solche Bauweise den Wasserverbrauch bei der Schleusung.
In Einzelfällen wurden auch Rundkammerschleusen gebaut. Beispielsweise besitzt die Kesselschleuse Emden vier Schleusentore, wodurch eine Verbindung von vier Kanälen untereinander möglich wurde. Die Rundschleuse Agde am Canal du Midi in Frankreich hat drei Schleusentore. Eine Rundkammerschleuse mit nur zwei Toren ist die Écluse ronde des Lorrains am Canal latéral à la Loire.
In früheren Zeiten hatte man zur Überwindung größerer Fallstufen mehrere Schleusen hintereinander gebaut, bei denen das Obertor gleichzeitig das Untertor der nächsthöheren Stufe ist. So entstanden die Zwei- oder Dreifachschleusen als Koppelschleusen. Bei noch höherer Anzahl von hintereinander liegenden Schleusenkammern spricht man von einer Schleusentreppe.
Einzelne Schleusen wurden zudem auch so ausgeführt, dass ihre Schleusenkammer auch als Trockendock genutzt werden konnte, so z. B. die Alten Schleusen des Nord-Ostsee-Kanals in Brunsbüttel und Kiel-Holtenau. In diesem Fall bedarf der Baukörper der Schleusenkammer einer besonders soliden Ausführung, damit die Kammer auch gänzlich entleert standfest bleibt und auch dem Auftrieb aus dem Grundwasserstand  widersteht.

## Bilder

Nahezu runde Schleusenkammer einer Kessel- oder Buschschleuse mit hölzernern Kammerwänden
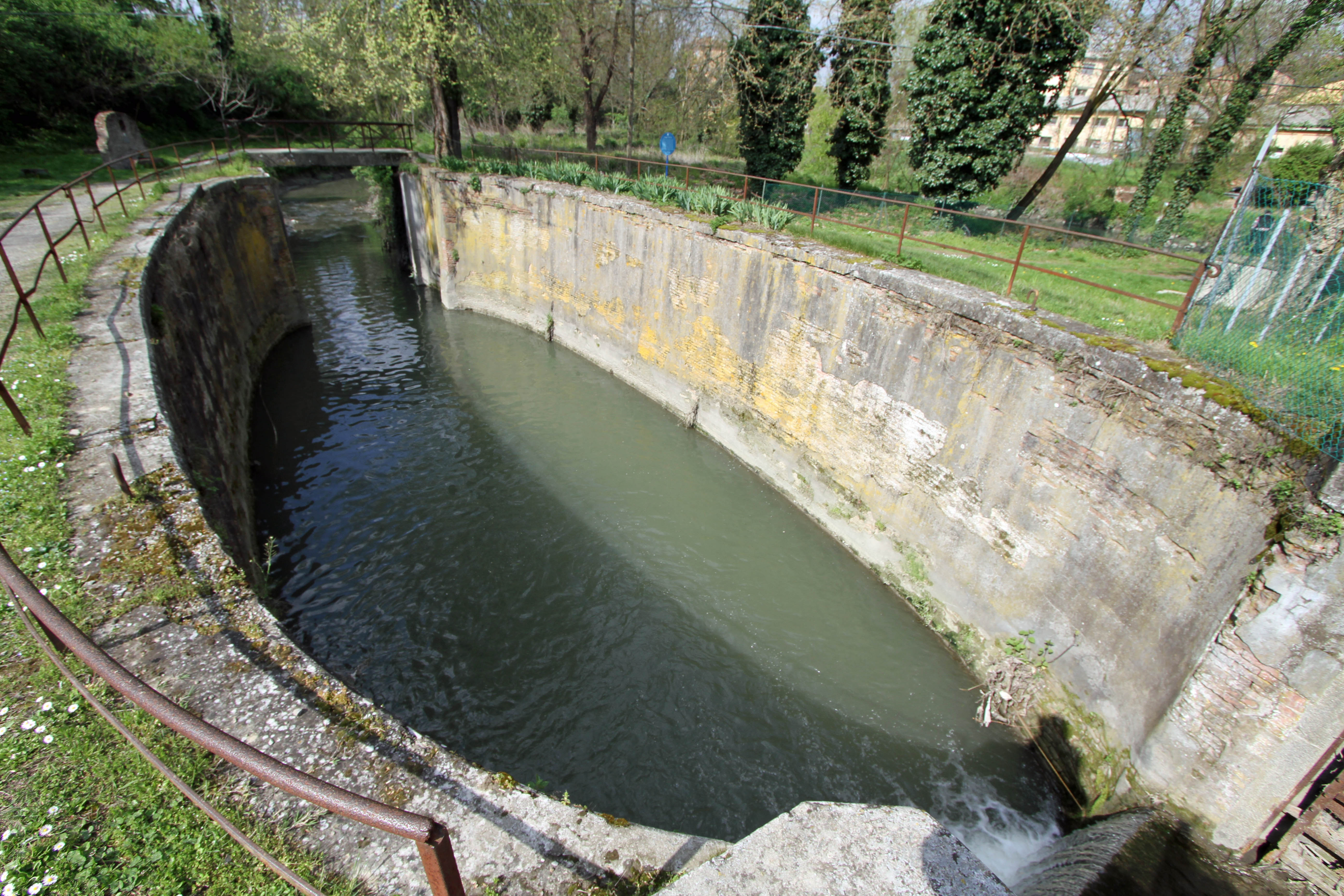
Historische Schleusenkammer
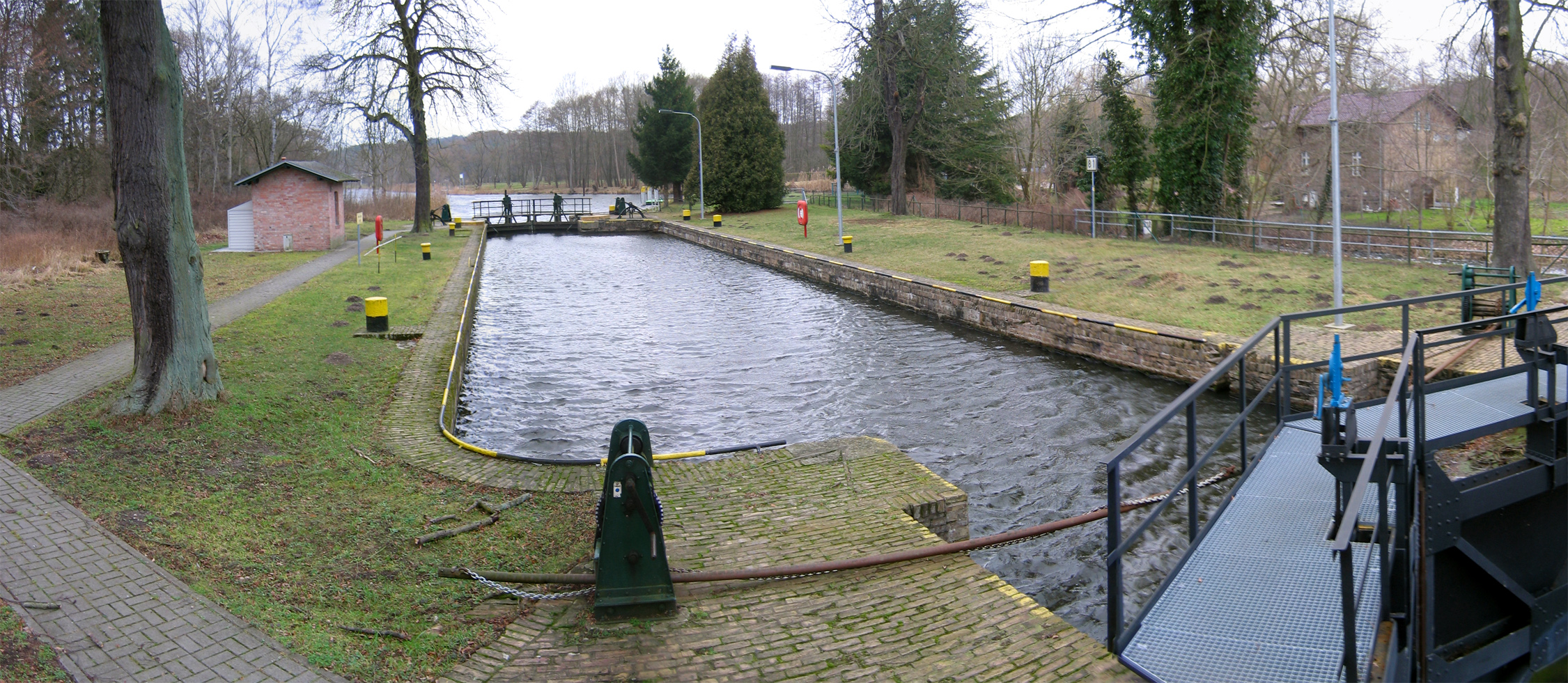
Schleppzugschleuse – Schleusenkammer breiter als die Tordurchfahrt (Ragöser Schleuse)
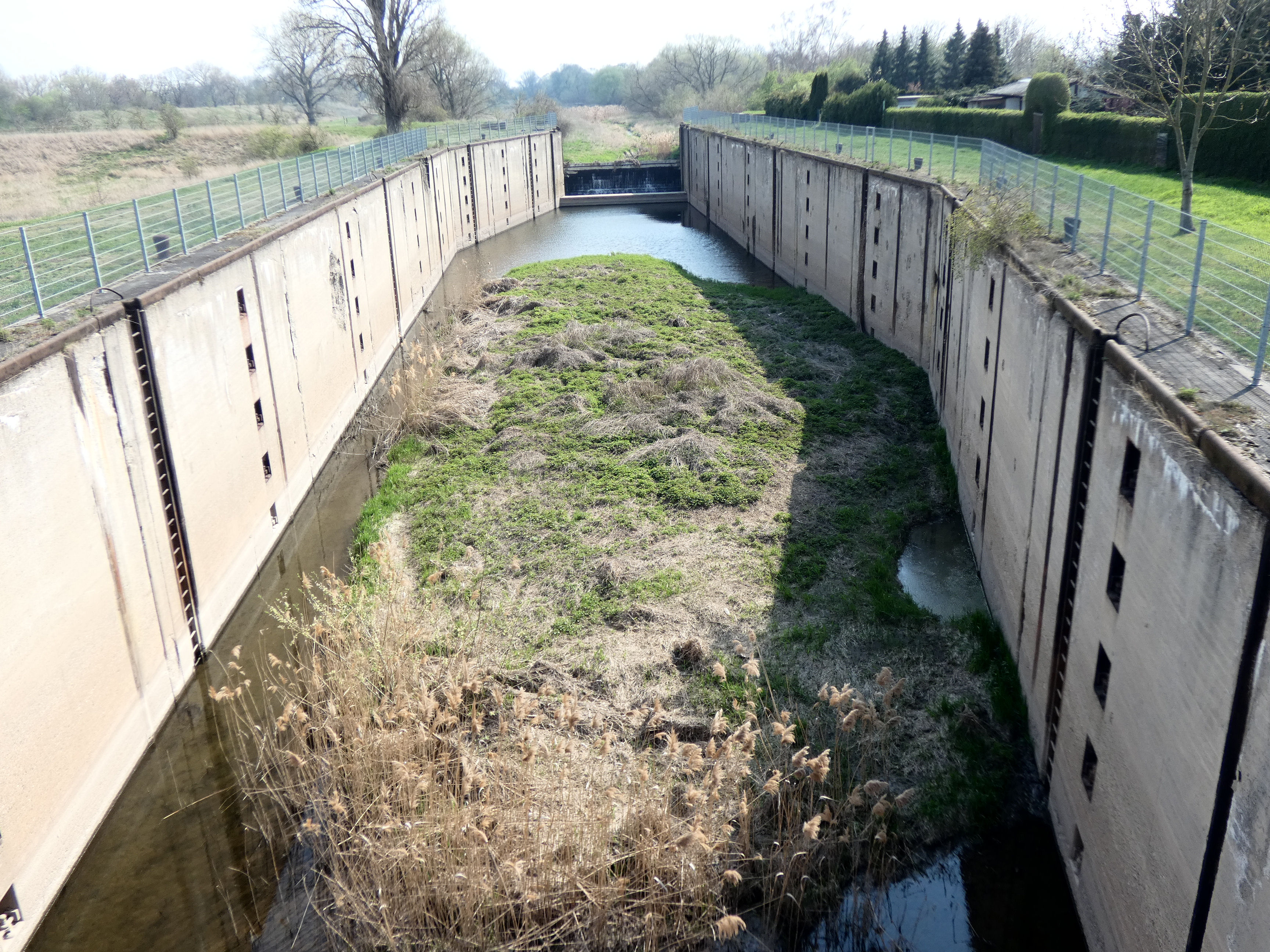
Nie vollendete Schleusenkammer einer Schleppzugschleuse in Merseburg
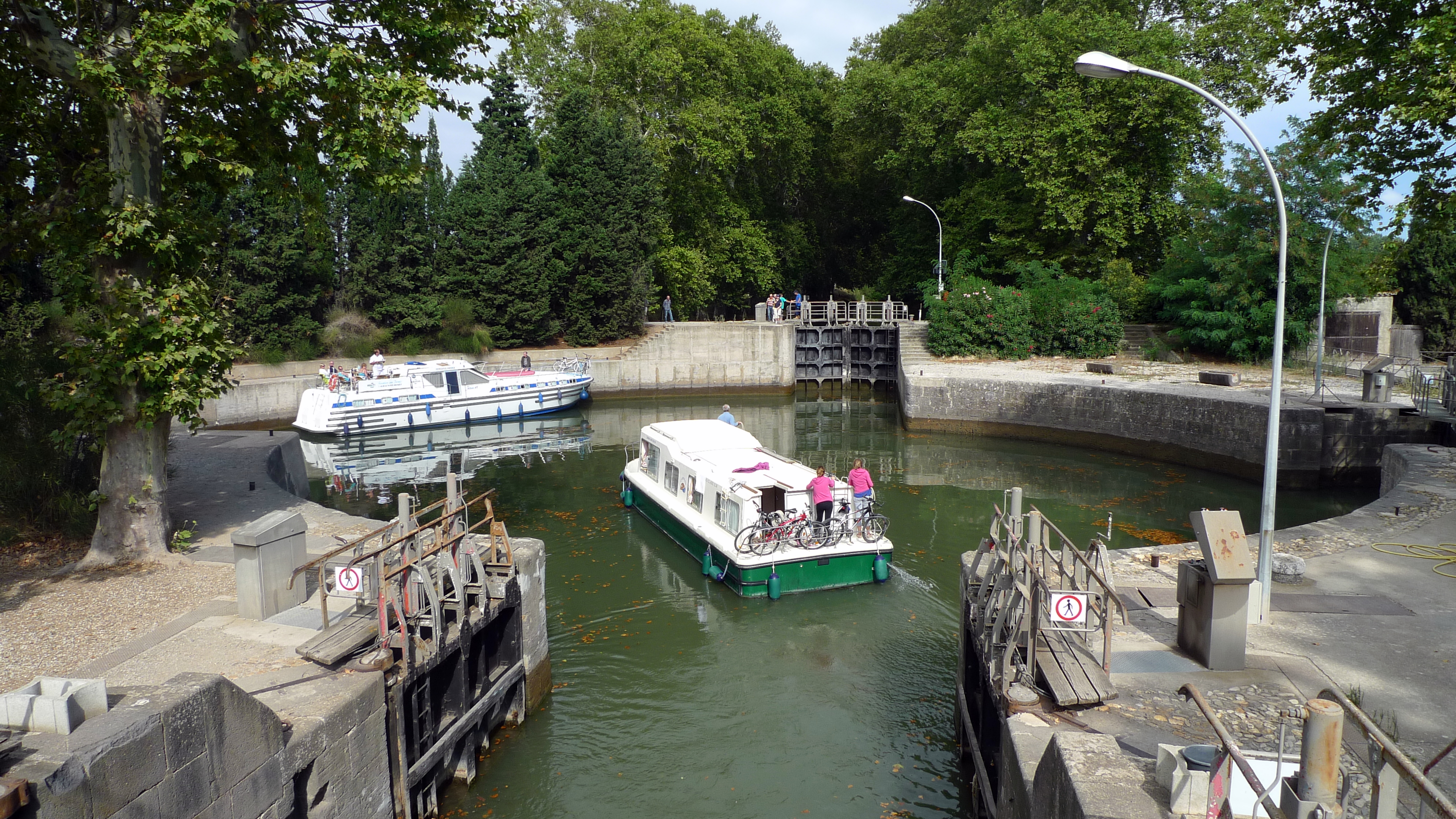
Runde Schleusenkammer mit drei Kanalanschlüssen am Canal du Midi
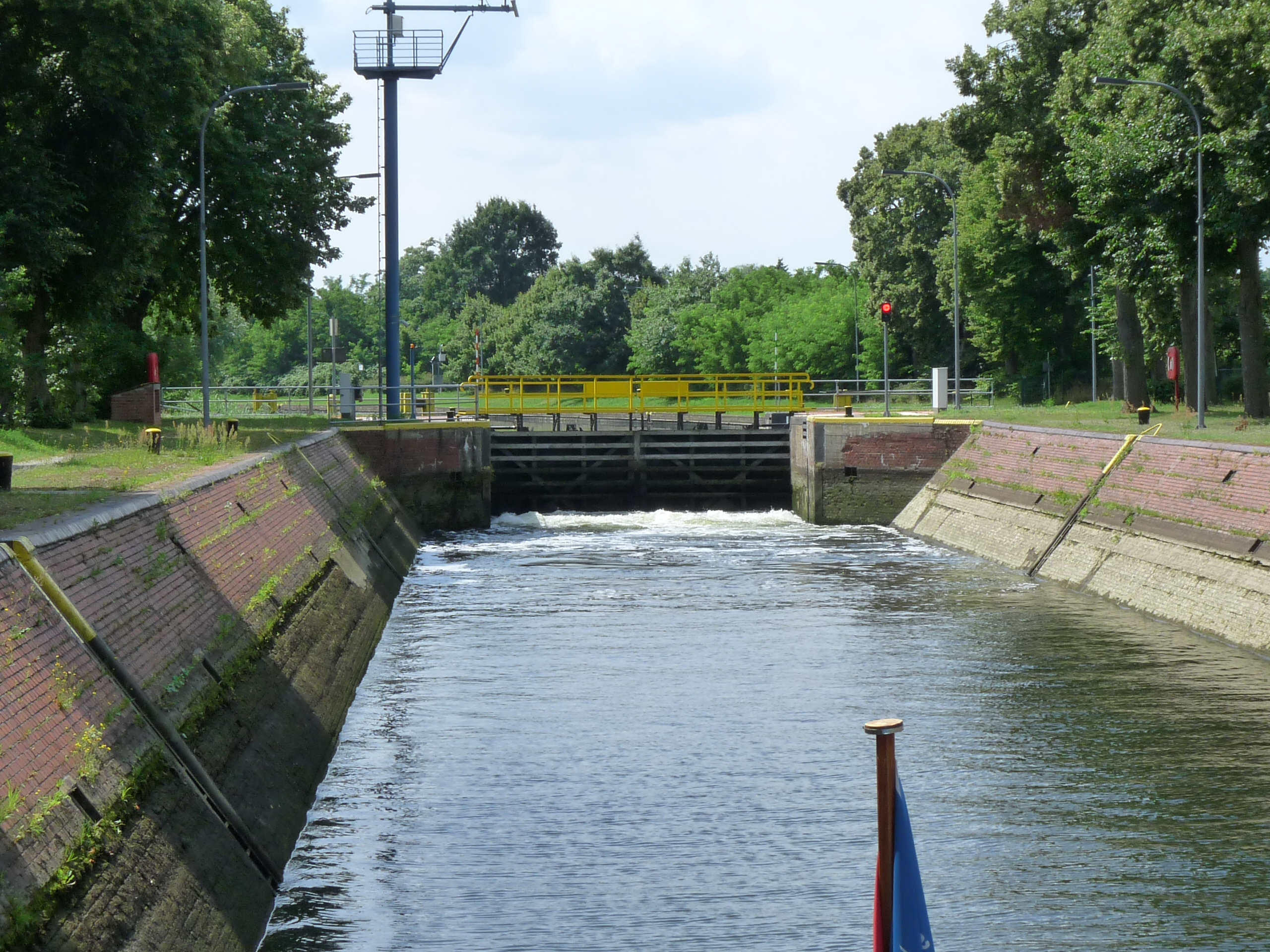
Schleusenkammer mit schrägen Wänden aus Ziegeln in Rathenow
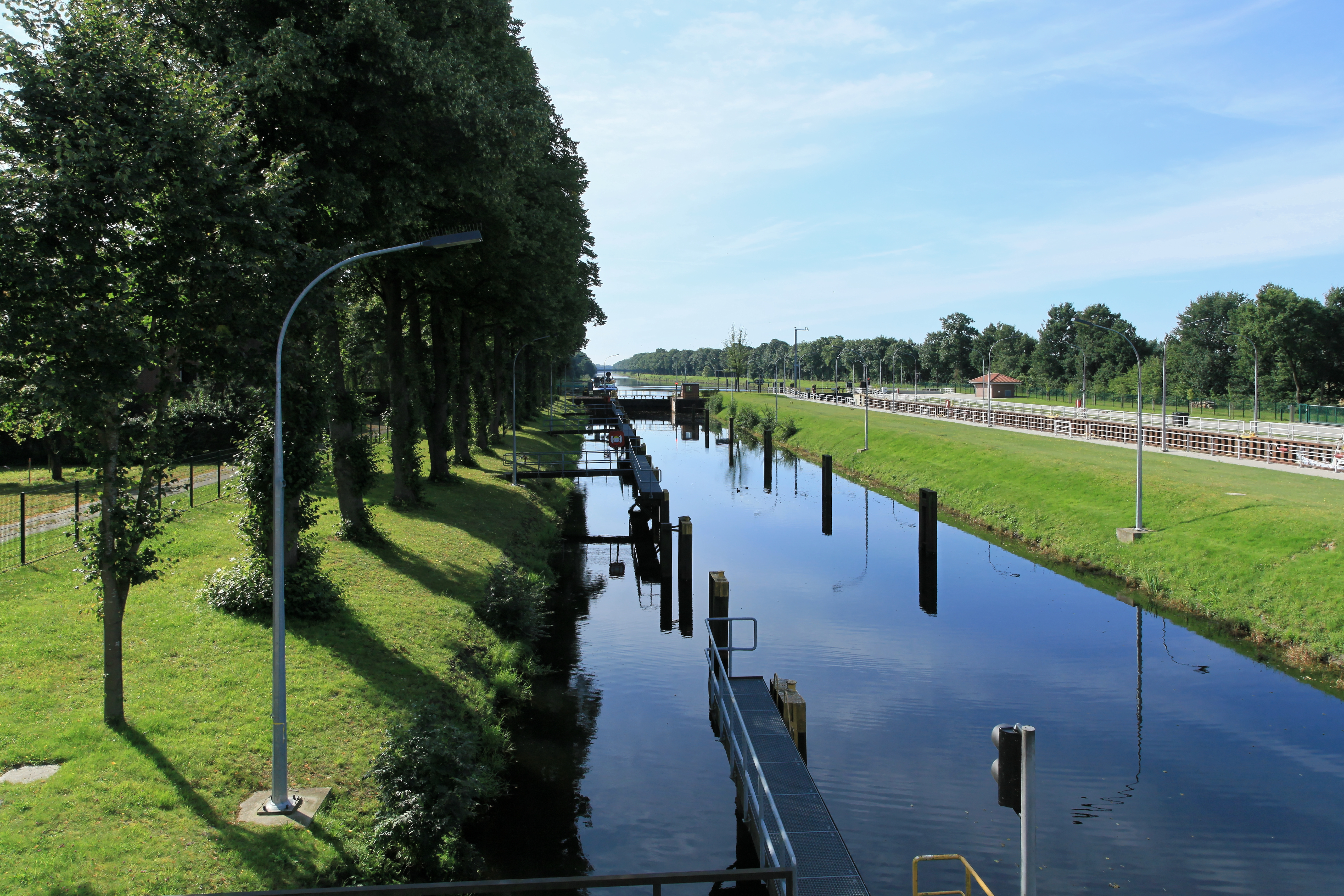
Emsschleuse in geböschter Bauweise
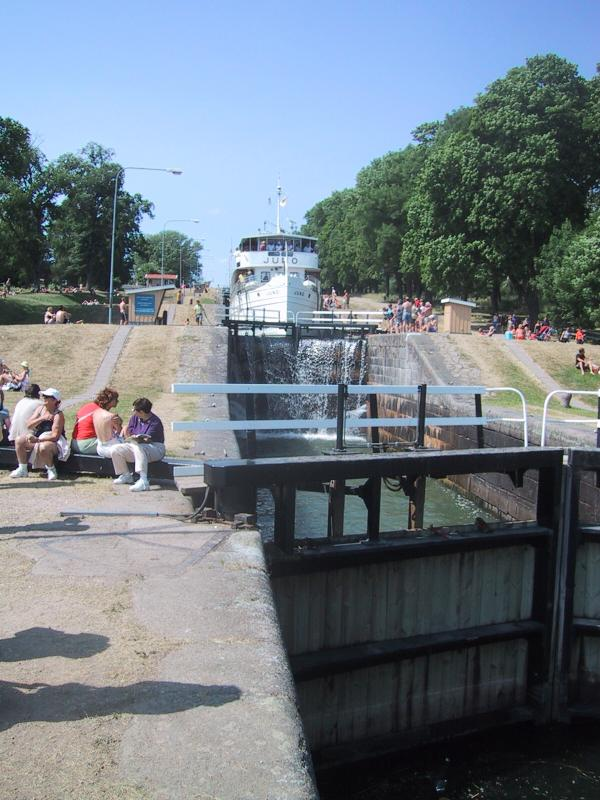
Schleusentreppe bei Linköping in Schweden.